# 斯韦恰
斯韦恰（羅馬化：Svecha）是俄罗斯基洛夫州的市级镇、斯韦恰区行政中心，地处基洛夫州西部，在州府基洛夫西偏南方。同名河流经过该镇以东地区，支流流经该镇。设有同名铁路车站，位于布伊－科捷利尼奇线上。
该地2021年人口有3,811人；2010年人口4,760；2002年人口5,127；1989年人口5,727。